# Lyubov Sadchikova
Lyubov Sadchikova, née le 22 septembre 1951 à Kouïbychev et morte le 22 novembre 2012 à Smolensk, est une patineuse de vitesse soviétique.

## Carrière
Lyubov Sadchikova remporte aux Championnats du monde de sprint de patinage de vitesse la médaille d'or en 1978 à Lake Placid.